# Giuliano Gentilini
Giuliano Gentilini (Milano, 4 settembre 1970) è un allenatore di calcio ed ex calciatore italiano, attualmente alla guida del Fanfulla.

## Caratteristiche tecniche
Centrocampista centrale dalla propensione difensiva, destro.

## Carriera

### Giocatore
Nella sua carriera ha vestito numerose maglie, giocando anche un totale di 11 partite in serie A con le divise di Vicenza e Bologna e 97 incontri con 9 reti all'attivo con Chievo, Padova e Reggiana. Con il Vicenza ha disputato e vinto la finale di Coppa Italia nella stagione 1996-1997. Negli anni 1990 è stato una colonna portante di quel Chievo che ha raggiunto dalle serie minori la serie B: fu proprio un suo gol a decidere la promozione nei cadetti dei clivensi nell'ultima gara della stagione contro la Carrarese il 29 maggio 1994.

#### L'apice della carriera a Vicenza e la conquista della Coppa Italia

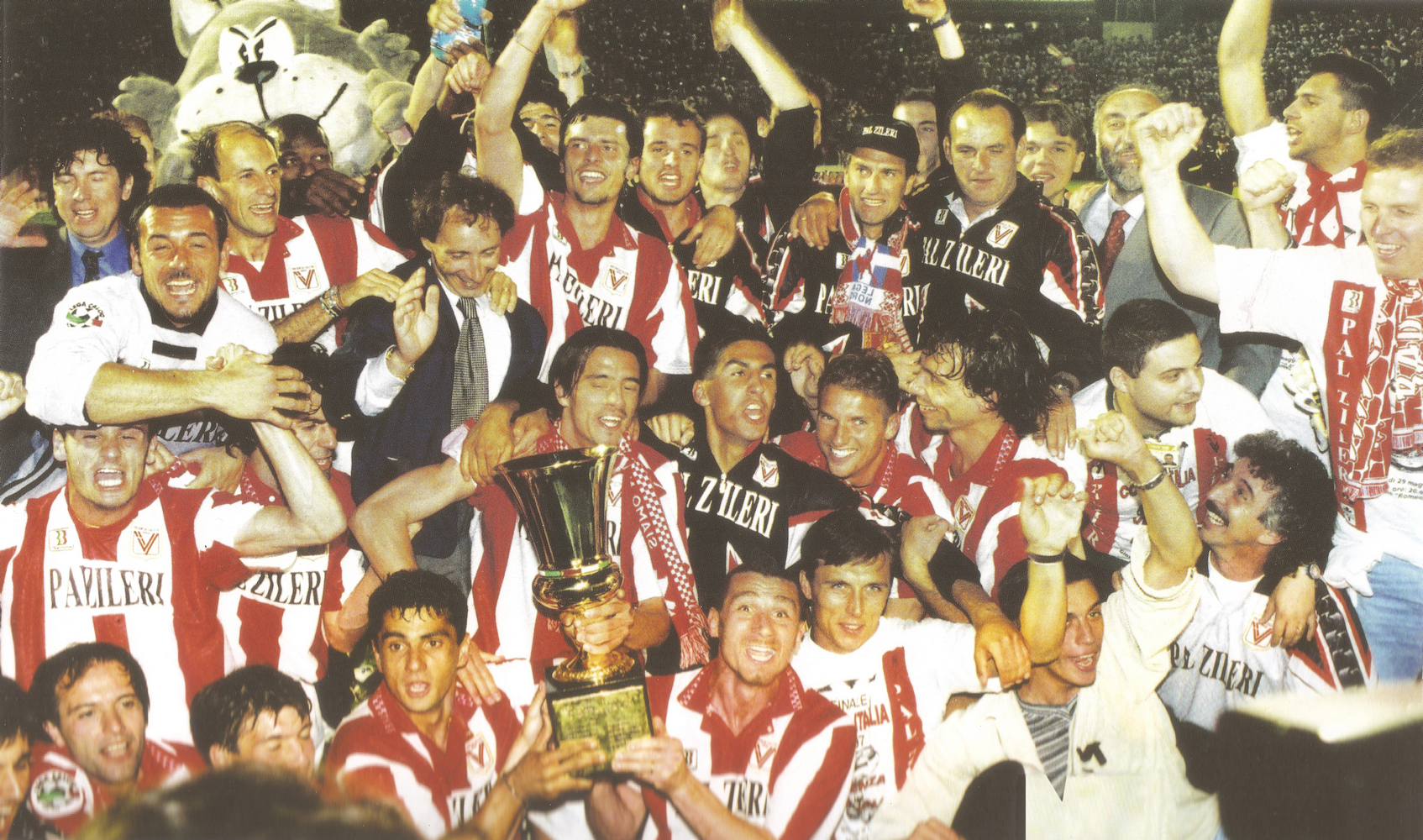
29 maggio 1997: Giuliano Gentilini al mentre festeggia con i suoi compagni la storica conquista della Coppa Italia 1996-1997.

Durante il calciomercato invernale della stagione 1996-1997, approdò al Vicenza dal Padova il 27 gennaio 1997 nello scambio che portò Mariano Sotgia a vestire la maglia euganea.
La settimana successiva debuttò da titolare con la maglia del Vicenza il 6 febbraio 1997 contro il Bologna nella semifinale di andata della Coppa Italia (partita posticipata in quanto il 30 gennaio 1997 fu rinviata per nebbia).
Dieci giorni dopo, il 16 febbraio 1997 esordì in Serie A nella partita Atalanta-Vicenza subentrando al posto di Roberto Murgita.
Il 6 aprile 1997 esordì da titolare nella Serie A 1996-1997 nel derby del Veneto Vicenza-Hellas Verona.
Il 25 maggio 1997 un suo tiro da fuori area deviato in autogol da Franco Baresi spiazzó il portiere Angelo Pagotto e valse la vittoria per 2-0 contro il Milan.
Il 29 maggio 1997 giocò da titolare e vinse la Coppa Italia 1996-1997 nella finale di ritorno sconfiggendo per 3-0 il Napoli in cui andò vicino al gol durante il primo tempo con un tiro da fuori area deviato in calcio d'angolo da Giuseppe Taglialatela.
Con la maglia berica collezionò 11 presenze totali: 8 in Serie A e 3 in Coppa Italia (semifinale di andata, finale di andata e finale di ritorno).
Nella stagione 2008 ha militato nel Fanfulla. A gennaio dell'anno successivo è passato al Villa D'Adda squadra di eccellenza nell'omonimo paese bergamasco.

### Allenatore
Appesi gli scarpini al chiodo, ha iniziato la carriera da allenatore nell'Accademia Inter per passare successivamente nello staff tecnico giovanile del Como, dove ha allenato i giovanissimi regionali e nazionali e successivamente gli allievi nazionali. Passato per gli allievi nazionali del Novara, dal 2020-2021 si accasa alla Pro Patria dove nella prima stagione allena l'Under 16 e nelle successive tre la Primavera. Nella stagione 2022-2023 conduce la formazione biancoblu alla vittoria del campionato Primavera 4, ottenendo la promozione in Primavera 3 dove nella stagione successiva ottiene la salvezza. Nel 2024 esordisce alla guida di una prima squadra sulla panchina della Milanese, in Eccellenza Lombardia. Complice un cambio ai vertici della società, viene sostituito il 10 dicembre con la squadra terza in classifica dopo 15 giornate. Il 28 dicembre 2024 gli viene affidata la conduzione del Fanfulla, terzultimo nel proprio girone di Serie D: il piazzamento viene confermato al termine del campionato e i bianconeri retrocedono in Eccellenza.

#### Statistiche da allenatore
Statistiche aggiornate al 4 maggio 2025.
| Stagione        | Squadra         | Campionato      | Campionato | Campionato | Campionato | Campionato | Coppe nazionali | Coppe nazionali | Coppe nazionali | Coppe nazionali | Coppe nazionali | Coppe continentali | Coppe continentali | Coppe continentali | Coppe continentali | Coppe continentali | Altre coppe | Altre coppe | Altre coppe | Altre coppe | Altre coppe | Totale | Totale | Totale | Totale | % Vittorie | Piazzamento            |
| Stagione        | Squadra         | Comp            | G          | V          | N          | P          | Comp            | G               | V               | N               | P               | Comp               | G                  | V                  | N                  | P                  | Comp        | G           | V           | N           | P           | G      | V      | N      | P      | %          | Piazzamento            |
| --------------- | --------------- | --------------- | ---------- | ---------- | ---------- | ---------- | --------------- | --------------- | --------------- | --------------- | --------------- | ------------------ | ------------------ | ------------------ | ------------------ | ------------------ | ----------- | ----------- | ----------- | ----------- | ----------- | ------ | ------ | ------ | ------ | ---------- | ---------------------- |
| ago.-dic. 2024  | Milanese        | Ecc.            | 15         | 7          | 5          | 3          | CI-Dil.         | 3               | 2               | 0               | 1               | -                  | -                  | -                  | -                  | -                  | -           | -           | -           | -           | -           | 18     | 9      | 5      | 4      | 50,00      | Esonerato              |
| gen.-mag. 2025  | Fanfulla        | D               | 19         | 3          | 7          | 9          | CI-D            | -               | -               | -               | -               | -                  | -                  | -                  | -                  | -                  | -           | -           | -           | -           | -           | 19     | 3      | 7      | 9      | 15,79      | Subentrato, retrocesso |
| 2025-2026       | Fanfulla        | Ecc.            | 0          | 0          | 0          | 0          | CI-Dil.         | 0               | 0               | 0               | 0               | -                  | -                  | -                  | -                  | -                  | -           | -           | -           | -           | -           | 0      | 0      | 0      | 0      | —          |                        |
| Totale carriera | Totale carriera | Totale carriera | 34         | 10         | 12         | 12         |                 | 3               | 2               | 0               | 1               |                    |                    |                    |                    |                    |             |             |             |             |             | 37     | 12     | 12     | 13     | 32,43      |                        |

## Palmarès

### Giocatore

#### Competizioni giovanili
- Campionato Primavera: 1

Inter: 1988-1989

#### Competizioni nazionali
- Serie C1: 2

Taranto: 1989-1990
Chievo: 1993-1994
- Coppa Italia: 1

Vicenza: 1996-1997

### Competizioni internazionali
- Coppa Intertoto UEFA: 1

Bologna: 1998

#### Selezione padana
- Coppa del mondo VIVA: 3

2008, 2009, 2010

### Allenatore

#### Competizioni giovanili
- Campionato Primavera 4: 1

Pro Patria: 2022-2023 (girone A)